# Stenasellus agiuranicus
Stenasellus agiuranicus är en kräftdjursart som beskrevs av Chelazzi och Messana 1987. Stenasellus agiuranicus ingår i släktet Stenasellus och familjen Stenasellidae. Inga underarter finns listade i Catalogue of Life.